# Grant Shapps

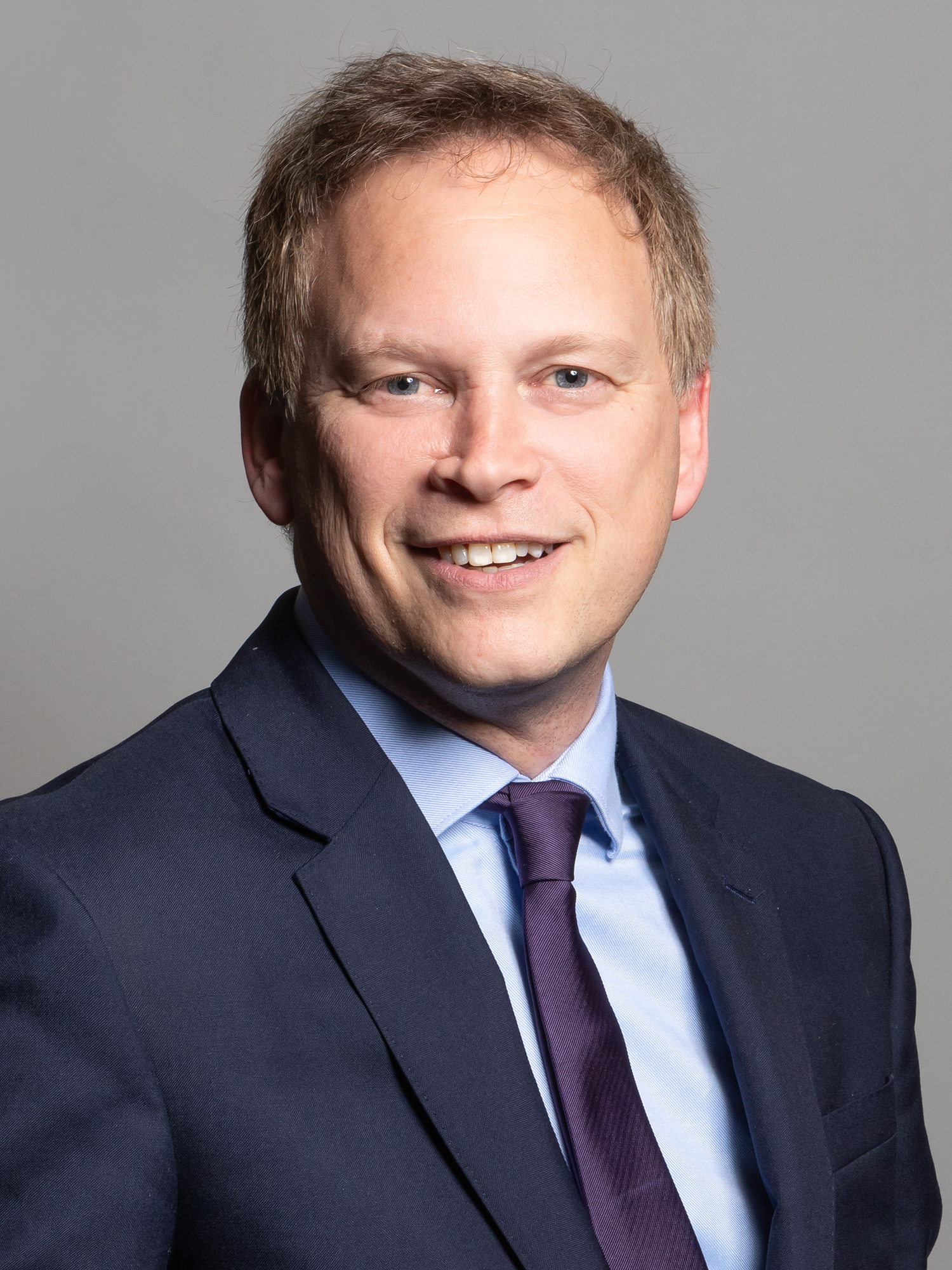
Grant Shapps, 2020

Grant Shapps (Croxley Green, 14 september 1968) is een voormalig Brits politicus voor de Conservatieve Partij. Hij was van 2005 tot 2024 lid van het Lagerhuis voor Welwyn Hatfield.   
Hij bekleedde verschillende functies in de regeringen van David Cameron en was van 2012 tot 2015 medevoorzitter van de Conservatieve Partij. In het eerste kabinet-Johnson werd hij benoemd tot minister van Vervoer; deze functie hield hij in het tweede kabinet-Johnson. In het  kabinet van Liz Truss was hij een week lang minister van Binnenlandse Zaken (Home Secretary).  In het kabinet van Rishi Sunak was hij tussen 2022 en 2024 achtereenvolgens Business Secretary (minister van Economische Zaken), minister voor Energie en minister van Defensie.

## Biografie
Grant Shapps volgde lager en voortgezet onderwijs in Watford, Hij studeerde vervolgens bedrijfskunde en financiën aan de Manchester Polytechnic University. Hij komt uit een Joodse familie en was nationaal voorzitter van de Joodse jongerenorganisatie BBYO, een Britse afsplitsing van B'nai B'rith. 
Hij richtte in 1990 op 22-jarige leeftijd zijn eerste bedrijf op: een ontwerp- en marketingbedrijf in Londen. Hij was als ondernemer actief in webpublicaties en webmarketing.  Sommige producten en de werkwijze van zijn ondernemingen zijn bekritiseerd. In september 2012 zette Google 19 van de zakelijke websites van Shapps op de zwarte lijst wegens inbreuk op het auteursrecht door web scraping. Toen Shapps eenmaal Lagerhuislid was, leidde zijn mogelijke voortdurende betrokkenheid bij zijn bedrijven tot vragen. 

## Politieke loopbaan
In de jaren '90 deed Shapps zijn eerste stappen in de politiek. In 1990 en 1994 stelde hij zich tevergeefs kandidaat bij plaatselijke verkiezingen in Londen; tijdens de Lagerhuisverkiezingen van 1997 was hij – weer zonder succes – kandidaat voor de Conservatieve Partij in het Londense district North Southwark & Bermondsey. Bij de Lagerhuisverkiezingen van 2001 slaagde hij er niet om de zetel Welwyn Hatfield te winnen. Vier jaar later, bij de algemene verkiezingen van 2005, lukte het hem wel om deze zetel te veroveren. Bij de algemene verkiezingen van 2010, 2015. 2017 en 2019 werd hij in dit district herkozen.
Van 2005 tot 2010 was de Conservatieve Partij in de oppositie. Shapps steunde David Camerons kandidatuur voor het leiderschap van de Conservatieve Partij. Na Camerons verkiezing tot partijleider in december 2005 werd Shapps benoemd tot vicevoorzitter van de Conservatieve Partij, en kreeg hij de verantwoordelijkheid voor het voeren van de campagne. In 2007 werd hij lid van het Conservatieve schaduwkabinet met de portefeuille huisvesting en planning. 

### Kabinet Cameron I en II
Na de conservatieve verkiezingsoverwinning in mei 2010 werd Shapps minister van Huisvesting en Lokaal Bestuur. In die functie bevorderde Shapps plannen voor flexibele huur en maakte hij een einde aan automatische levenslange huurcontracten voor sociale huisvesting. Hij introduceerde de New Homes Bonus, die gemeenteraden beloonde voor het bouwen van meer woningen. Hij ontwikkelde ook initiatieven om dakloosheid tegen te gaan.
Van 2012 tot 2015 was Shapps medevoorzitter van de Conservatieve Partij en minister zonder portefeuille. Als partijvoorzitter, een fulltime politieke functie, woonde hij de kabinetsvergaderingen bij. 
Hij kwam in 2012 in opspraak omdat hij minder positieve informatie uit zijn artikel op de Engelstalige Wikipedia zou hebben verwijderd. Shapps verklaarde alleen onjuistheden te hebben gecorrigeerd. In 2015 kwamen vergelijkbare beschuldigingen naar buiten, die door Shapps zijn ontkend en niet zijn bewezen. 
Op 11 mei 2015 werd Shapps ontslagen uit het kabinet en benoemd tot staatssecretaris bij het ministerie voor Internationale Ontwikkeling. Dit werd door commentatoren gezien als een degradatie. Op 28 november 2015 trad Shapps af als staatssecretaris omdat hij als partijvoorzitter niet adequaat zou zijn opgetreden tegen pestgedrag binnen de Conservatieve Partij.

### Kabinet May I en II
Shapps was voorafgaand aan het referendum over het Britse lidmaatschap van de Europese Unie in juni 2016 tegen de terugtrekking van het Verenigd Koninkrijk uit de Europese Unie. Na het referendum kondigde Shapps echter aan dat hij de uitslag zou steunen. Na de voor de Conservatieve Partij teleurstellende Lagerhuisverkiezingen van oktober 2017 riep Shapps op tot het aftreden van premier Theresa May.
In augustus 2018 meldde de Financial Times dat het een "geheime financiële deal" had ontdekt tussen Shapps en OpenBrix, een Brits blockchain-vastgoedportaalbedrijf. Shapps zou een betaling hebben ontvangen in cryptomunt met een toekomstige waarde van maximaal 700.000 pond. Shapps nam ontslag bij OpenBrix en als voorzitter van de parlementaire groep over blockchain. Shapps verklaarde dat hij bij de parlementaire toezichtscommissie had gecontroleerd dat hij niet verplicht was om zijn belang in OpenBrix te registreren.

### Kabinet Johnson I en II
Shapps steunde Boris Johnson in 2019 tijdens diens campagne om partijleider te worden. Toen Johnson als nieuwe premier zijn eerste regering vormde, benoemde hij Shapps tot minister van Vervoer. Deze positie behield Shapps ook in het kabinet-Johnson II. Shapps gaf een actievere invulling aan de rol van minister van Vervoer dan zijn voorgangers, onder andere door de invoering van een nieuw publiek orgaan Great British Railways, en de publicatie van een langetermijnstrategie voor het spoor in Noord-Engeland en de Midlands. In 2020 kreeg hij ook de verantwoordelijkheid voor het programma Northern Powerhouse, dat tot doel heeft de economische ontwikkeling van het noorden van Engeland te stimuleren.

### Kabinet Truss
Toen Boris Johnson in juli 2022 aankondigde te zullen aftreden, maakte Shapps bekend dat hij zich kandidaat ging stellen om hem op te volgen als partijleider en premier. Enkele dagen later trok hij zich weer terug als kandidaat en gaf zijn steun aan de kandidatuur van Rishi Sunak.  De uiteindelijke winnaar, Liz Truss, benoemde hem in september 2022 aanvankelijk niet in haar kabinet. Enkele weken later kreeg hij na het onverwachte vertrek van Suella Braverman echter de post Home Secretary (minister van binnenlandse zaken).

### Kabinet Sunak
Na het aftreden van Truss op 25 oktober 2022 benoemde haar opvolger Rishi Sunak Shapps in zijn kabinet tot Business Secretary, minister van Economische Zaken. In februari 2023 werd Shapps minister voor energiezaken (Energysecurity and Net Zero). Dit was een nieuwe post.  Op 31 augustus 2023 werd hij benoemd tot minister van Defensie, als opvolger van Ben Wallace.
Bij de Lagerhuisverkiezingen van 4 juli 2024 werd hij niet herkozen.

## Externe bronnen
- Website Grant Shapps
- Profiel Grant Shapps op website House of Commons